# Nadine Horchler
Nadine Horchler (Bad Arolsen, 21 giugno 1986) è un'ex biatleta tedesca.

## Biografia
In Coppa del Mondo ha esordito il 17 marzo 2011 a Oslo Holmenkollen (32ª), ha ottenuto il primo podio il 3 gennaio 2013 a Oberhof (3ª) e la prima vittoria il 20 gennaio successivo ad Anterselva.
In carriera ha preso parte a un'edizione dei Campionati mondiali, Nové Město na Moravě 2013 (28ª nell'individuale il miglior piazzamento).
Si è ritirata al termine della 2019-2020.

## Palmarès

### Coppa del Mondo
- Miglior piazzamento in classifica generale: 25ª nel 2013
- 5 podi (1 individuale , 4 a squadre):
  - 3 vittorie (1 individuale, 2 a squadre)
  - 2 secondi posti (a squadre)

#### Coppa del Mondo - vittorie
| Data            | Località             | Nazione       | Specialità                                                           |
| --------------- | -------------------- | ------------- | -------------------------------------------------------------------- |
| 20 gennaio 2013 | Anterselva           | Italia        | RL (con Franziska Hildebrand, Miriam Gössner e Andrea Henkel)        |
| 21 gennaio 2017 | Anterselva           | Italia        | MS                                                                   |
| 5 marzo 2017    | Pyeongchang Alpensia | Corea del Sud | RL (con Maren Hammerschmidt, Denise Herrmann e Franziska Hildebrand) |

Legenda:

MS = partenza in linea

RL = staffetta